# ثبت تصویر
ثبت تصویر (انگلیسی: Image registration) یعنی انطباق یک تصویر جدید به یک تصویر پایه.
برای این کار باید مولفه‌های تصویر جدید به مولفه‌های تصویر پایه انطباق داده شوند تا به چشم بیننده طبیعی جلوه کند. مهمترین این مولفه‌ها عبارتند از:
- نور پردازی (مثلاً موقعیت آفتاب در دو عکس باید یکی باشد)
- تباین
- بزرگنمایی
- زاویه دید
- مقیاس
- شدت روشنایی
- عمق دید
- وضوح
- چرخش
- همگری

ثبت تصویر یک فرایند تبدیل است که دسته‌های مختلف داده‌ها را به یک دستگاه مختصات دیگر منتقل می‌کند. داده‌ها می‌توانند تصاویر یا خروجی‌های حسگرهای زمان، اعماق یا چشم‌اندازهای مختلف باشند. ثبت تصویر در بینایی رایانه ای، تصویربرداری پزشکی، بازشناسی خودکار هدف نظامی و گردآوری و تحلیل تصاویر و داده‌های ماهواره‌ای کاربرد دارد. ثبت تصویر برای مقایسه و ادغام داده‌هایی که از سنجش‌های مختلف به دست می‌آیند، لازم است.

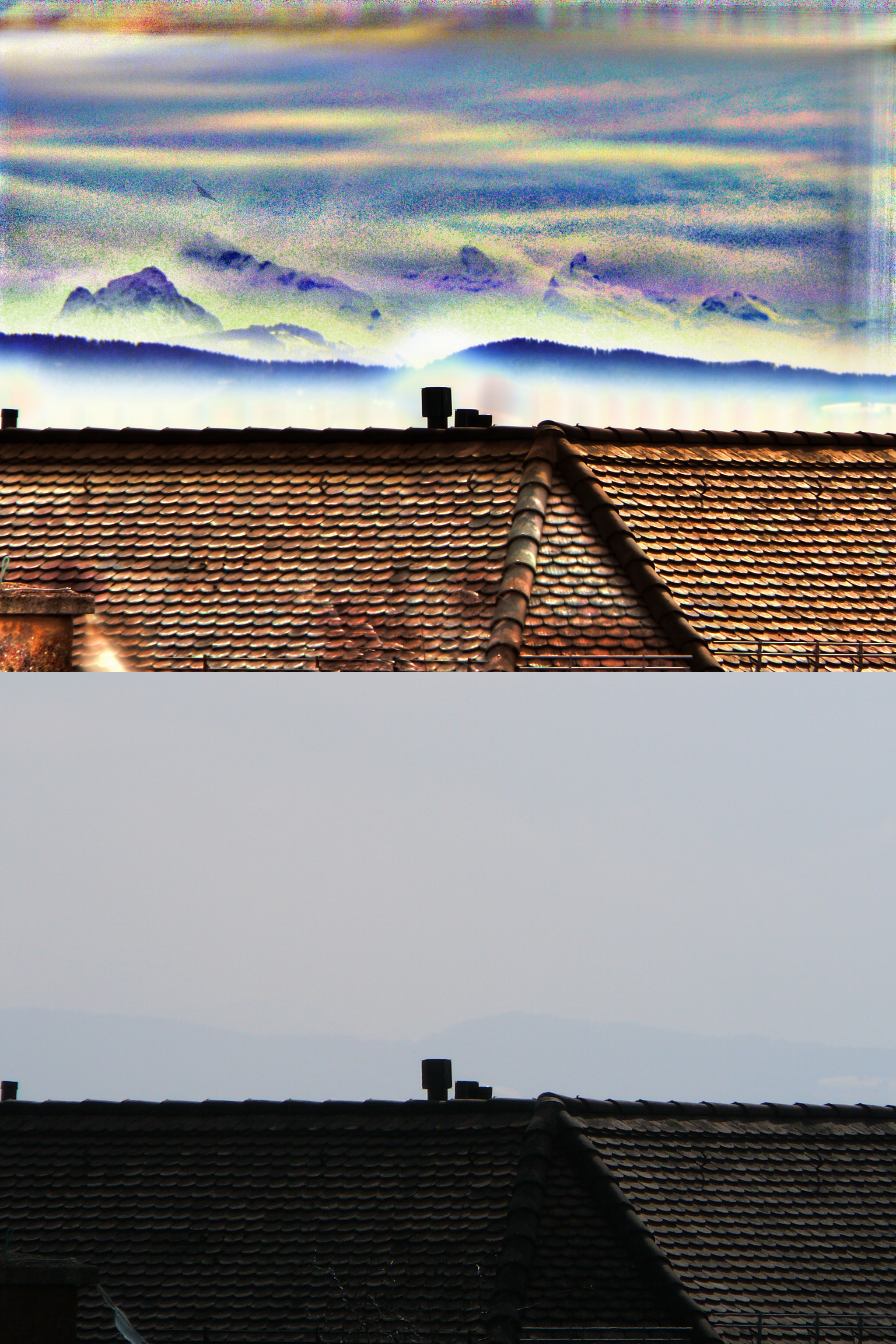
ثبت و جمع کردن تعدادی تصویر از یک صحنه با یکدیگر باعث می‌شود نسبت سیگنال به نویز تصویر افزایش پیدا کند و اشیایی که قبلاً قابل دیدن نبودند، دیده شوند. در این تصویر، کوه‌های آلپ در دوردست هستند و با استفاده از این روش، قابل دیدن شدند.

## کلاس بندی الگوریتم‌ها

### مبتنی بر ویژگی و مبتنی بر شدت
الگوریتم‌های ثبت تصویر به دو دستهٔ مبتنی بر ویژگی و مبتنی بر شدت تقسیم می‌شوند. یک دسته از تصاویر، مربوط به تصاویر متحرک یا منبع و دستهٔ دیگر مربوط به تصویر هدف می‌باشد. ثبت تصویر شامل نگاشت مکانی تصویر از تصاویر متحرک به تصویر هدف است. فریم مرجع در تصویر هدف ایستا است در حالی که مجموعهٔ داده‌ها به گونه ای که منطبق با هدف شوند، تغییر می‌کنند.
روش‌های مبتنی بر شدت، الگوهای شدت نور در تصاویر را با استفاده از معیارهای همبستگی مقایسه می‌کنند؛ در حالی که روش‌های مبتنی بر ویژگی، تناظر بین ویژگی‌های تصویر مانند نقاط، خطوط و کانتورها را پیدا می‌کنند.
روش‌های مبتنی بر شدت، تمام تصاویر یا زیر تصاویر را ثبت می‌کنند. اگر زیر تصاویر ثبت شوند، مراکز زیر تصاویر به عنوان نقاط ویژگی متناظر با آن‌ها مورد استفاده قرار می‌گیرند.
روش‌های مبتنی بر ویژگی، بین تعدادی از نقاط متمایز تصاویر، تناظر برقرار می‌کنند. به دست آوردن تناظر بین تعدادی از نقاط تصویر، یک نگاشت هندسی بین تصاویر مرجع و تصویر هدف ایجاد می‌کند؛ به این ترتیب تناظر نقطه به نقطه بین تصاویر هدف و تصاویر مرجع ایجاد می‌شود.

### مدل‌های نگاشت
الگوریتم‌های ثبت تصویر می‌توانند بر اساس مدل‌های نگاشتی که برای ارتباط فضای تصویر هدف به فضای تصویر مرجع استفاده می‌شوند، طبقه‌بندی شوند. اولین دستهٔ مدل‌های نگاشت نگاشت خطی است، که شامل چرخش، مقیاس گذاری، انتقال و سایر نگاشت‌های نسبی است. چون نگاشت خطی یک نگاشت کلی است، نمی‌تواند تفاوت‌های هندسی محلی را بین تصاویر مدل کند.
دستهٔ دوم نگاشت‌ها، نگاشت‌های الاستیک یا منعطف هستند. این نگاشت‌ها می‌توانند به صورت محلی تصویر هدف را جابجا کنند تا با تصویر مرجع هماهنگ شود. نگاشت‌های منعطف شامل توابع پایهٔ شعاعی، مدل‌های پیوندی فیزیکی و مدل‌های تغییرشکل بزرگ هستند.
نگاشت‌ها معمولاً به صورت پارامتری توصیف می‌شوند که در آن، مدل تعدادی از پارامترها را تعیین می‌کند. به عنوان مثال، انتقال یک تصویر را می‌توان با استفاده از یک پارامتر واحد (یک بردار انتقال) توصیف کرد. این مدل‌ها، مدل پارامتری نامیده می‌شوند. از سوی دیگر، مدل‌های غیر پارامتری، از هیچ پارامتری تبعیت نمی‌کنند، به این ترتیب می‌توان هر عنصر تصویر را به صورت تصادفی در آن‌ها جایگزین کرد.

### نگاشت مختصات‌ها با استفاده از قانونترکیب تابعبه جای افزودن
روش‌های پیشرفتهٔ بسیاری به منظور نرمال سازی مکانی وجود دارد که بر پایهٔ نگاشت‌های حفظ کنندهٔ ساختار همسان‌ریختی و هم وارریختی استوارند زیرا می‌بایست در طی نگاشت، هموار و یکنواخت باشند. هم وارریختی در حوزهٔ مدرن تجزیهٔ محاسباتی، بر اساس یک روند تولید می‌شود. هم وارریختی‌ها افزودنی نیستند و حتی اگر یک گروه را تشکیل دهند، این گروه از قانون ترکیب تابع پیروی می‌کند. به همین دلیل، روندهایی که ایده‌های گروه‌های افزودنی را تعمیم می‌دهند، این امکان را دارند که تغییرشکل‌های بزرگی را با حفظ توپولوژی و یک به یک بودن ایجاد کنند. روش‌های محاسباتی برای تولید چنین نگاشت‌هایی معمولاً LDDMM نامیده می‌شوند. این روش‌ها، روندهای هم وارریختی را ارائه می‌دهند که می‌توانند به عنوان ابزار محاسباتی اصلی برای اتصال سیستم‌های مختصات متناظر با روندهای جغرافیایی ساختار محاسباتی استفاده شوند.
برنامه‌هایی وجود دارند که نگاشت‌های هم وارریختی مختصات را توسط نقشه‌برداری‌های متفاوت مانند MRI Studio و MRI Cloud.org تولید می‌کنند.

### روش‌های حوزه مکانی و حوزهٔ فرکانسی
روش‌های مکانی در حوزهٔ تصویر، با تطبیق الگوهای شدت یا ویژگی‌های تصویر کار می‌کنند. برخی از الگوریتم‌های تطبیق ویژگی، حاصل شیوه‌های سنتی برای ثبت تصویر دستی هستند که یک در آن‌ها یک متصدی، نقاط کنترل متناظر در تصاویر را انتخاب می‌کند. هنگامی که تعداد نقاط کنترل، بیش از حداقل تعداد مورد نیاز برای تعریف مدل نگاشت مناسب شود، می‌توان از الگوریتم‌های تکراری مانند RANSAC استفاده کرد تا پارامترهای یک نوع خاص نگاشت برای ثبت تصویر، تخمین زده شود.
روش‌های حوزهٔ فرکانسی، پارامترهای نگاشت را برای ثبت تصاویر در حین عملیات تبدیل پیدا می‌کنند. چنین روش‌هایی برای نگاشت‌های ساده مانند انتقال، چرخش و مقیاس گذاری انجام می‌شوند. استفاده از روش همبستگی فاز برای یک جفت تصویر، یک تصویر سوم را که شامل تک قله است، تولید می‌کند. محل این قله با انتقال نسبی بین تصاویر، متناظر است. برخلاف بسیار از الگوریتم‌های حوزهٔ مکانی، روش همبستگی فازی به نویز، انسداد و نقایص دیگر تصاویر پزشکی یا ماهواره ای مقاوم است. علاوه بر این، همبستگی فازی با استفاده از تبدیل سریع فوریه برای محاسبهٔ همبستگی متقابل بین دو تصویر، استفاده می‌شود. این روش را می‌توان برای تعیین تفاوت‌های چرخش و مقیاس سازی بین دو تصویر، با نگاشت تصاویر به مختصات قطبی لگاریتمی گسترش داد. با توجه به خواص تبدیل فوریه، پارامترهای چرخش و مقیاس سازی می‌توانند با پارامتر انتقال تعریف شوند.

### روش‌های تک منظوره و چند منظوره
یک دسته‌بندی دیگر می‌تواند بر اساس تک منظوره و چند منظوره بودن روش‌ها باشد. روش‌های تک منظوره تمایل دارند که تصاویر را در همان حالتی که توسط اسکنر/حسگر به دست آمده‌اند ثبت کنند؛ در حالی که روش‌های چند منظوره تصاویر ثبت شده از انواع مختلف اسکنر/حسگرها را ثبت می‌کنند.
روش‌های ثبت چند منظوره اغلب در تصویربرداری پزشکی استفاده می‌شوند، زیرا تصاویر معمولاً از اسکنرهای مختلف به دست می‌آیند. برای مثال می‌توان از تصاویر سی تی اسکن/ام‌آرآی ثبت مغز یا تصاویر برش‌نگاری با گسیل پوزیترون/سی تی اسکن از کل بدن برای تعیین محل تومور، تصاویر سی تی اسکن با تضاد و تصاویر سی تی اسکن بدون تضاد برای تقسیم‌بندی بخش‌های خاص ساختار بدن و ثبت فراصوت و سی تی اسکن تصاویر برای تعیین محل پروستات برای پرتودرمانی نام برد.

### روش‌های خودکار و روش‌های تعاملی
روش‌های ثبت ممکن است بر اساس سطح خودکارسازی طبقه‌بندی شوند. روش‌های دستی، تعاملی، نیمه خودکار و خودکار بر این اساس ایجاد شده‌اند. روش‌های دستی، ابزارهایی را برای تنظیم دستی تصاویر فراهم می‌کنند. روش‌های تعاملی خطای کاربر را با انجام خودکار برخی عملیات، کاهش می‌دهند، در حالی که هنوز وابسته به راهنمایی کاربر می‌باشند. روش‌های نیمه خودکار بیشتر مراحل ثبت را به‌طور خودکار انجام می‌دهند اما برای تأیید صحبت ثبت به کاربر وابسته اند. روش‌های خودکار هیچ تعاملی با کاربر ندارند و همهٔ مراحل ثبت را به‌طور خودکار انجام می‌دهند.

### سنجش تشابه برای ثبت تصویر
تشابه تصاویر به طور گسترده‌ای در تصویربرداری پزشکی استفاده می‌شود. اندازه‌گیری شباهت با استفاده از میزان تشابه بین الگوهای شدت در دو تصویر اندازه‌گیری می‌شود. انتخاب معیار شباهت به نوع تصاویر ثبت شده بستگی دارد. همبستگی متقابل، اطلاعات متقابل، مجموع مربعات اختلافات شدت و نرخ یکنواختی تصویر، نمونه‌هایی از معیارهای اندازه‌گیری تشابه تصاویر هستند. اطلاعات متقابل و اطلاعات متقابل نرمالیزه شده، متداول‌ترین ابزارهای سنجش تشابه تصویر برای ثبت تصاویر چندمنظوره هستند. همبستگی متقابل، مجموع مربعات اختلافات شدت و نرخ یکنواختی تصویر معمولاً برای ثبت تصاویر در مدالیتهٔ یکسان استفاده می‌شوند.
بسیاری از ویژگی‌های جدید برای توابع هزینه بر اساس روش‌های تطبیقی با استفاده از تغییرشکل‌های بزرگ در زمینهٔ ساختار محاسباتی شامل تطبیق اندازه‌گیری (که نکات یا نشانه‌های بدون تناظر هستند)، تطبیق منحنی، تطبیق سطح و روندهای ریاضیاتی، ایجاد شده‌اند.

## عدم قطعیت
عدم قطعیت مربوط به تصاویری است که دارای اختلاف زمانی-مکانی هستند. ثبت قابل اطمینان با استفاده از اندازه‌گیری عدم قطعیت برای بسیاری از کاربردهای تشخیص تغییرات مانند تشخیص‌های پزشکی ضروری است.
در کاربردهای سنجش از دور که در آن یک پیکسل تصویر دیجیتال ممکن است چندین کیلومتر دورتر را نشان دهد (از جمله تصاویر LANDSAT ناسا)، ثبت تصویر با عدم قطعیت می‌تواند به این معنی باشد که پاسخ با واقعیت فاصلهٔ زیادی دارد. تلاش‌های بسیاری برای تعیین عدم قطعیت در ثبت تصویر به منظور مقایسهٔ نتایج شده‌است. با این حال، رویکردهای بسیاری برای اندازه‌گیری عدم قطعیت یا برآورد تغییر شکل وجود دارد که یا فقط محاسباتی هستند یا فقط برای مجموعه‌های محدودی از نگاشت‌های مکانی قابل استفاده هستند.

## کاربردها

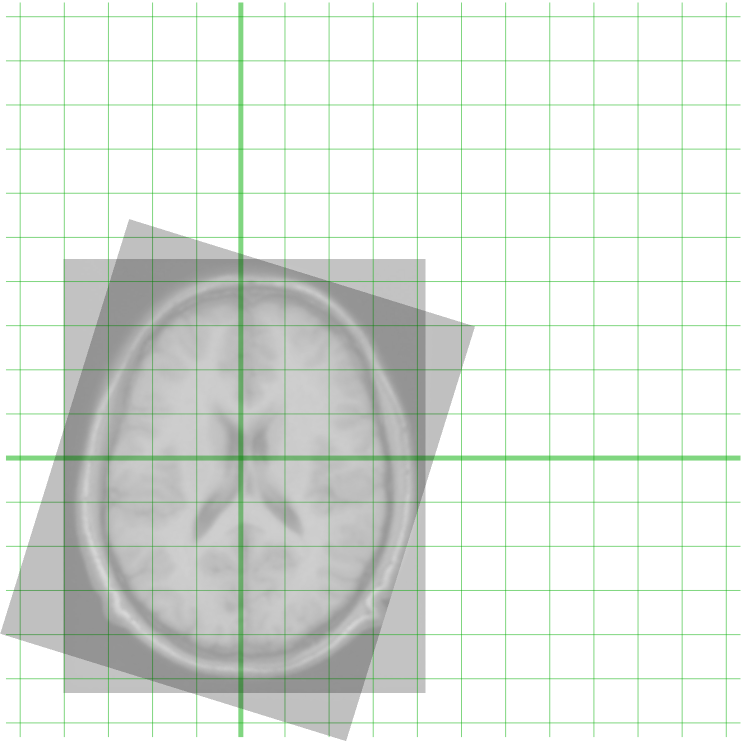
ثبت دو تصویر از ام آر آی مغز

ثبت تصویر در سنجش از دور و بینایی رایانه ای کاربرد دارد. با توجه به طیف گستردهٔ کاربردهای ثبت تصویر، غیرممکن است یک روش کلی برای تمام کاربردها بهینه باشد.
ثبت تصویر پزشکی (برای داده‌های یک بیمار که در زمان‌های مختلف گرفته شده مانند تشخیص تغییرات یا نظارت بر تومور) اغلب شامل ثبت منعطف برای مقابله با تغییر شکل داده‌ها (به علت تنفس، حرکت بیمار و …) است. همچنین ثبت منعطف از تصاویر پزشکی می‌تواند برای ثبت داده‌های بیمار به صورت اطلس ساختاری (مانند اطلس مختصات تالیراک) استفاده شود.
در تصاویر ستاره‌شناسی، تنظیم و پشته سازی اغلب برای افزایش نسبت سیگنال به نویز برای اشیا کم نور استفاده می‌شود. با استفاده از نقاط کنترل (که به صورت خودکار یا دستی وارد شده‌اند)، رایانه ویژگی‌های اصلی را با یک یا چند تصویر دیگر هماهنگ می‌کند تا بتواند نگاشت را انجام دهد. همچنین این شیوه می‌تواند برای تصاویر با اندازه‌های مختلف استفاده شود تا تصاویر گرفته شده از طریق تلسکوپ‌ها یا لنزهای مختلف، با هم ترکیب شوند.
ثبت تصویر بخش مهمی از ایجاد تصویر سراسرنما است. روش‌های مختلفی وجود دارد که می‌توانند بر روی دستگاه‌ها تعبیه شده (مانند دوربین‌ها و دوربین‌های تلفن همراه) و به صورت بی‌درنگ اجرا شوند.